# ألين هال
ألين هال (بالإنجليزية: Allen Hall)‏ هو فنان أمريكي، ولد في 4 مايو 1946 في سولت ليك في الولايات المتحدة.

## وصلات خارجية
- ألين هال على موقع IMDb (الإنجليزية)
- ألين هال على موقع قاعدة بيانات الفيلم (الإنجليزية)